# جانوس كيس (سياسي)
جانوس كيس هو صحفي وفيلسوف وسياسي مجري، ولد في 17 سبتمبر 1943 في بودابست في المجر. نشط حزبياً في اتحاد الديمقراطيين الأحرار.